# Афанасьев, Андрей Фёдорович
Андрей Фёдорович Афанасьев (23 мая 1986, Свердловск, СССР) — российский игрок в мини-футбол. Нападающий мини-футбольного клуба «Норильский никель».

## Биография
Андрей Афанасьев начинал игровую карьеру в екатеринбургской «Альфе», а в 2001 году перешёл в другой клуб из столицы Свердловской области — «ВИЗ-Синару».
В сезоне 2006—07 играл на правах аренды в казахстанском «Алеме», но уже в следующем году входил в состав «ВИЗ-Синары», сумевший одержать победу в Кубке УЕФА по мини-футболу.
В 2015 году дебютировал в составе югорского МФК «Газпром-Югра», в составе которого выиграл второй Кубка УЕФА.

## Достижения
- Обладатель Кубка УЕФА по мини-футболу (2): 2007/08, 2015/16
- Чемпион России по мини-футболу (5): 2008/09, 2009/10, 2014/15, 2017/18, 2021/22
- Обладатель Кубка России по мини-футболу (5): 2015/16, 2017/18, 2018/19, 2020/21, 2023/24
- Обладатель Суперкубка России (1): 2022